# 2022年7月中國大陸

## 7月1日
- 中共中央總書記習近平再乘高鐵前往香港出席慶祝香港回歸祖國25周年大會暨第六屆特區政府就職典禮。[1][2][3]
- 新版《鐵路旅客禁止、限制攜帶和托運物品目錄》即日起實施。[4]
- 因應COVID-19疫情，安徽靈璧全縣實施足不出戶管控措施[5]；江蘇無錫要求全市居民非必要不離市[6]。
- 中國三大航空央企宣布，擬購買292架空中巴士A320neo客機，成爲史上最大訂單。[7]
- 港星張學友就香港回歸25周年接受央視訪問，內容引起內地網民爭議，短片被刪除；兩日後張學友作澄清。[12]
- 中老鐵路萬象南站換裝場正式建成投用，中老泰鐵路實現互聯互通。[13]
- 河南洛阳市乡村一名高考取得601分高分的女生被同村五旬男子杀害，警方于7月4日通报指已抓获嫌犯[14]。有报导称，遇害女生的长兄于4日发网文替妹妹伸冤，指控凶手有领导包庇，其后却自行删帖、被封号，更公开道歉，5日他也被发现身亡，引发舆论质疑[15][16][17]。

## 7月2日
- 颱風「暹芭」下午3時在廣東茂名市電白區登陸，中心風力達12級[18]；潮州、汕頭、佛山均出現龍捲風[19]。
- 內地工程船「福景001」在廣東陽江海域遇上風暴失事沉沒，30人棄船逃生，其中至少25人遇難、4人獲救。[27]
- 鄭州高新區通報，去年停工的「最高學歷樓盤」股東挪用的逾十億元資金已被追回，並有交付時間表。[28][29]
- 购物平台拼多多有店铺声称售卖“活体女童肉”，引起公众骇然；拼多多回应称是二次改图、无成交记录，警方已介入调查。[34]
- 河北石家莊有牌樓頂部倒塌，造成至少8人死亡、1人受傷，當局稱是極端天氣導致。[35][36]

## 7月3日
- 就新疆麥趣爾純牛奶近日被檢出丙二醇，市監局宣布已要求地方嚴查，初步分析是過量使用香精所致。[37][38]
- 上任1個多月的河北省副省長、省公安廳長劉文璽據報因突發疾病離世，終年54歲。[39]
- 浙江金華市浦江縣有小區施工時挖出大量宋代古錢幣，引起群眾哄搶，當局翌日要求民眾限期上繳。[40][41]

## 7月4日
- 國家廣電總局進一步明確中國電視劇創作的正確政治方向、價值導向、審美取向等。[42]
- 河南漯河市一輛蔚來電動汽車突然加速追尾前車並衝撞人群，造成1人死亡、5人受傷，司機被捕。[43][44]

## 7月5日
- 網曝廣西桂林全州縣以「社會調劑」爲名將超生孩童統一抱走，父母上訪被拒，引發熱議；桂林市調查組同日宣布將全州縣衛健局局長等人停職。[45][46]
- 因應COVID-19疫情，西安宣布次日起實施七天臨時管控[47]；當地火車站連夜出現候車人潮[48][49]。
- 全球首款獲歐美等國授權的COVID-19預防藥物Evusheld首次獲批進口中國大陸，於海南先行使用，一劑要價過萬元人民幣。[50][51]
- 中國國家衛健委公布數據指，當前中國人均預期壽命已提高至77.93歲。[52]
- 黑龍江伊春疑似發生燃氣爆炸事故，一棟3層房部分坍塌，造成至少1人死亡、2人受傷、2人失聯。[53][54]

## 7月6日
- 內地品牌鍾薛高的雪糕早前被指置於31℃一小時或用火燒亦不融化，引發熱議；品牌方回應指所有生產均合法合規，且檢測合格。[58]
- 北京市下令自7月11日起，進入聚集場所的人士須接種COVID-19疫苗，引發爭議；當局翌日收回指令。[64]
- 國家話劇院公布擬聘用的應屆畢業生名單，包括易烊千璽等多名影星，輿論質疑明星考入編制使用特權。[70]
- 中國政府六個部門宣布嚴禁線上線下銷售「軍」字號菸酒等商品，避免損害軍隊聲譽形象。[71]
- 北京房山區有民用直升機墜毀，機上兩名飛行員遇難。[72][73]

## 7月7日
- 國務院總理李克強主持召開東南沿海省份政府負責人經濟形勢座談會，分析經濟形勢，對下一步經濟工作提出要求。[74]
- 因COVID-19疫情延期一個月的上海市2022年高考開考，一連三日舉行。[75]
- 2020年7月南京女大學生被害案一審宣判，洪嶠被判死刑，另有2人被判死緩、1人獲刑2年。[76]
- 繼6月中旬，再有多名河南村鎮銀行儲戶的健康碼變爲紅碼；官媒批評事件性質嚴重、須加強問責。[80]
- 山西呂梁市臨縣有越野車衝向婚禮人群，造成5人死亡、6人受傷，司機被捕。[81][82]

## 7月8日
- 中國公安部原副部長孫力軍受賄、操縱證券市場、非法持槍案一審宣判，孫力軍認罪，法庭擇期宣判。[83]

## 7月9日
- 就日本前首相安倍晉三遇刺身亡，中國國家主席習近平和國務院總理李克強向日本首相岸田文雄致唁電。[86]
- 因應COVID-19疫情，海南海口市宣布全市即日18時起實施7天「臨時性管控措施」。[87]
- 上海市瑞金醫院發生持刀傷人事件，造成4人受傷，嫌犯被警員當場開槍擊傷制伏。[88]

## 7月10日
- 網傳數千名受河南村鎮銀行弊案影響的存戶前往鄭州維權，爆發警民衝突，多人被打傷或帶走[95]；河南省金融監管機構次日宣布，將分類分批先行墊付四家村鎮銀行賬外業務客戶的本金[98]。
- 中國市監總局公布，騰訊、阿里巴巴、上海幻電等企業因違反《反壟斷法》被行政處罰。[99][100]
- 北京大學一名教授被指猥褻學生，校方翌日回應指，校方與警方均已展開調查。[101][102]
- 在廣東江門備戰排球超級聯賽的天津男排和江蘇男排賽後發生衝突，演變爲群毆。[103][104]

## 7月11日
- 湖北武漢市通報指，武漢大學確診一例霍亂病例，患者就醫後病情受控，經封控採檢未發現新病例。[105][106]
- 中國檢察機關宣布，司法部原部長傅政華因涉嫌受賄、徇私枉法，已被提起公訴。[107][108]
- 網遊防沉迷新規下的首個暑假，騰訊遊戲宣布未成年人只可在每周五、六、日的20至21時登錄遊戲。[109][110]
- 因應COVID-19疫情，甘肅蘭州市主城四區即日零時起實施7天「臨時管控措施」。[111]

## 7月12日
- 中共中央總書記習近平前往新疆考察調研，爲期4天。[112]
- 就網民指上海青浦疾控中心「將同一微信群組的民眾列為次密切接觸者」，當局公開致歉，稱後續排查將排除無風險人士。[113][114]
- 因應COVID-19疫情，廣東珠海市所有學校即日起暫停線下課堂和校外活動[115]；市內部分區域實施禁足[116]。
- 中國國家發改委公布《「十四五」新型城鎮化實施方案》，取消或放寬除個別超大城市外的落戶限制。[120]
- 針對台灣「副總統」賴清德赴東京弔唁日本前首相安倍晉三，中國外交部稱已向日方提出嚴正交涉。[124]
- 第十四屆海峽論壇即日起一連三日在福建廈門市舉辦。[125]

## 7月13日
- 社交平台微博宣布將集中整治利用諧音字、變體字等「錯別字」發布、傳播「不良信息」的違規行為。[126]
- 總理李克強在國務院常務會議上要求，嚴禁在就業上歧視曾經感染COVID-19的康復者。[127]
- 因應COVID-19疫情，即日起甘肅蘭州市所有小區實施封閉式管理，所有市民非必要不得出市。[128][129]
- 辦公軟件WPS早前被指鎖定含有敏感詞的雲端和本地文件，平台稱不會審核、鎖定或刪除用戶的本地文件。[135]

## 7月14日
- 因應全國多個省市因樓盤爛尾引發業主集體停供房貸，多家銀行公告稱涉事貸款佔比小、總體風險可控。[145]
- 北京有社區要求入京居家隔離者全天佩戴電子手環，引發大量投訴後撤回，北京衛健委澄清無相關政策。[152]
- 上千名西安烂尾楼受害業主一度包圍陝西銀保監局，要求查辦銀行違規放貸給建商[153]。

## 7月15日
- 中國國家統計局公布主要經濟數據，2022年上半年GDP年增2.5%，其中第2季度年增僅0.4%，遜於預期，是自从2020年经济增长最缓慢的一个季度。[158]
- 繼多家銀行收緊個人貴金屬交易業務，中国工商銀行宣布自8月15日起暫停賬戶黃金及白銀業務開倉交易。[159][160]
- 受強降雨影響，四川北川縣突發山洪，造成至少6人死亡、12人失聯。[161]

## 7月16日
- 法國時裝品牌迪奧（Dior）的新款半身裙被中國網民質疑「抄襲」漢服的馬面裙，隨後在內地被下架。[162][163]
- 吉林長春市要求市民即日起乘搭軌道交通須全程規範佩戴N95口罩，引發爭議。[164][165]
- 中國成功將四維03及04兩顆衛星發射升空。[166]
- 四川閬中市日前以1.8億元公開拍賣全市公家機關未來30年的食堂食材配送經營權，引發爭議後叫停。[170]
- 四川遂寧市蓬溪縣一個遊樂場的氣墊游泳池垮塌，多人被沖下河流，造成1人死亡、7人受傷。[175]

## 7月17日
- 內地男藝人易烊千璽宣布放棄入職中國國家話劇院，以回應輿論爭議。[176]
- 為防COVID-19，安徽蚌埠市懷遠縣宣布即日起連續7晚在城區主幹道噴灑過氧乙酸消毒，引發疑慮。[180]
- 湖北鄂州市的鄂州花湖機場正式投運使用，為亞洲第一個、世界第四個專業貨運機場。[181]
- 浙江寧波市有漁船被下擊暴流引發的強風吹至側翻，16人墜海，當中7人死亡。[182]

## 7月18日
- 因應COVID-19疫情，四川成都市所有密閉娛樂場所和文化體育場所即日起暫停營業，暫定爲期一周。[183]
- 廣州市上周有大批民眾被集中隔離期間，住所遭破門排查；當地防疫部門公開致歉，宣布成立調查組。[187]
- 影音平台嗶哩嗶哩即日起陸續啓用展示賬號IP屬地功能。[188][189]
- 北京市政協原副主席於魯明因嚴重違紀違法，被通報雙開[192]；其因涉嫌受賄罪於29日被決定逮捕[195]。

## 7月19日
- 一名自內蒙古返回寧夏的牧民確診患上腺鼠疫，寧夏啟動鼠疫疫情防控四級應急響應。[196][197]
- 中國自主研製的6架C919大型客機完成全部試飛任務。[198]
- 天津市有住宅發生燃氣爆炸，一棟6層高建築損毀，造成4人死亡、13人受傷。[199]
- 2022年臺北上海城市論壇以視像方式進行，歷時僅1.5小時系歷屆最短。[200][201]

## 7月20日
- 連鎖餐飲必勝客在北京市的兩家門店被指有食品安全問題，當地市監局同日立案調查，並約談集團總部。[205]
- 遼寧瀋陽市多個核酸檢測站因員工欠薪罷工而停運，當地衛健局解釋是政府未及時撥款予外包公司所致。[209]
- 江蘇北部多個城市遭受龍捲風吹襲，造成廣泛破壞，至少1人死亡、37人受傷。[210][211]

## 7月21日
- 長江特有物種白鱘（Psephurus gladius）被正式宣告滅絕。[212][213]
- 滴滴全球股份有限公司因違反多項法規，被中國國家網信辦處以80.26億元人民幣罰款。[214][215]
- 新任甘肅省委常委、省委秘書長周偉逝世，網傳其墜樓身亡；黨報《甘肅日報》至24日刊稱其因病逝世。[221]

## 7月22日
- 針對南京玄奘寺供奉日本侵華戰犯牌位，中共南京市委、南京市政府責令該寺撤換住持並停運整頓，又處分多名官員。[222][223]
- 就恆大物業有134億元存款被銀行強制執行一事，中國恆大宣布已要求原總裁夏海鈞等多名涉事高層辭職。[224][225]
- 中國大陸首例「單身女性凍卵案」在北京市朝陽區法院一審敗訴，當事者表示會再上訴。[230]
- 中國央企東航集團宣布，中共中央組織部決定集團董事長劉紹勇退職、不退休。[231][232]
- 湖北恩施市有景區發生事故，一名男童從懸空橋墜落，造成多處骨折，涉事遊樂項目關停。[233][234]
- 天津市有景區發生事故，一名遊客從懸空橋墜落，其後不治身亡，涉事景區全面停業整頓。[235][236]

## 7月23日
- 於2020年9月故意殺害前妻拉姆的罪犯唐路被執行死刑。[237]
- 火星探測器天問一號發射兩周年之際，其環繞器傳回火衛一的完整影像。[238]
- 甘肅白銀市一家煤礦企業發生山體坍塌，造成10人死亡、7人受傷。[239]
- 時任遼寧大連市副市長、國藥集團副總經理曾兵因突發疾病去世，享年52歲。[240]

## 7月24日
- 14時22分，中國空間站第二個大型艙段問天實驗艙發射升空，準確進入預定軌道。[241][242]
- 南京玄奘寺日軍戰犯牌位事件調查結果公布，公開牌位供奉者身分，其因涉嫌犯寻衅滋事罪被刑事拘留。[243]
- 湖南邵陽學院因早前將多名教員送往海外攻讀博士、再斥巨資引進，該校黨委書記被通報免職。[244][245]
- 四川樂山市逾百名兒童一同游泳後集體發燒和咳嗽等，多人證實感染腺病毒，涉事游泳館停業受查。[249]
- 因應COVID-19疫情，華為、中興、比亞迪、富士康等深圳市百強企業即日起封閉運行7天。[250]

## 7月25日
- 3時許，問天實驗艙與天和核心艙組合體交會對接，神舟十四號航天員乘組隨後進入問天實驗艙。[251][252]
- 因應南京玄奘寺日軍戰犯牌位事件，國家宗教事務局緊急部署各地對宗教活動場所展開全面排查。[253]
- 中國外交官李軍華被任命為聯合國主管經濟和社會事務的副秘書長。[254]
- 中國最高人民檢察院宣布，西藏自治區政府原副主席張永澤以涉嫌受賄罪被決定逮捕。[255]
- 中國國家藥監局批准首款國產COVID-19口服藥「阿兹夫定」在中國大陸上市。[256]

## 7月26日
- 四川樂山市沐川縣一名男子持槍擊傷2人、持械殺害3人後逃匿，嫌犯是在職民警，其於30日被警方發現墜亡。[265]
- 中國國家主席習近平和中國國務院總理李克強分別與到訪的印度尼西亞總統佐科維多多會談，是北京冬奧後中國首次接待他國元首。[266][267]
- 重慶市有線上祭奠網站被指存在侵華日軍戰犯祭奠頁面，當局介入調查，網站同日關閉整頓。[268]
- 江蘇濱海縣對全縣幹部進行「躺平者」評選並集中誡勉7人，活動受到輿論質疑。[273]
- 中紀委宣布，中國光大控股原黨委書記、行政總裁陳爽因涉嫌嚴重違法，正接受監察調查。[274][275]

## 7月27日
- 經中共中央和國家機關代表會議選舉產生、出席中共二十大的293名代表名單公布，惟中國工信部部長肖亞慶「落選」，引發關注。[279]
- 江西省一家國企針對早前有員工在社交平台炫富、曬後台，通報指當事人已被停職並接受調查。[283]
- 因應COVID-19疫情，湖北武漢市部分地區即日起實施「臨時性管控措施」，爲期3天。[284]
- 力箭一號運載火箭成功首飛，並將6顆人造衛星送入預定軌道。[285]
- 河北石家莊市井陘礦區月前以預防黑熱病爲由，計劃三年禁止養犬並全面撲殺流浪犬和帶病家犬；政策引發爭議後，當局今通知取消。[289]

## 7月28日
- 中共中央總書記習近平主持召開中共中央政治局會議，部署下半年經濟工作，未提及GDP增長目標。[293]
- 中國國家主席習近平與美國總統拜登通電話。[294]
- 中紀委公布，中國工信部黨組書記兼部長肖亞慶因涉嫌違紀違法，正接受審查調查。[295][296]
- 中國司法部原部長傅政華涉嫌受賄、徇私枉法案一審開庭，傅政華當庭認罪悔罪，法院擇期宣判。[297]
- 電商平台每日優鮮被曝欠薪裁員、總部人去樓空、多地無法下單；平台方否認解散，稱屬業務和組織調整。[303]
- 河南舞陽縣有汽車連撞多人並逃逸，至少1人死亡、28人受傷，司機被捕，當局稱屬刑事案件。[304][305]

## 7月29日
- 河南紀委監委公布，河南3名金融監管官員涉嫌嚴重違紀違法，正接受審查調查。[310]
- 中共中央決定由金壯龍出任中國工信部黨組書記，接替日前受查的肖亞慶。[311]
- 北京地鐵有站內壁畫被指畫風怪異、倭化，更被斥為「文化入侵」，地鐵方面同日回應指正在調查。[316]
- 因應COVID-19疫情，成都市成華區宣布所有小區即日起封閉管理，全區實施交通管制，暫定爲期5天。[317]
- 因應COVID-19疫情，甘肅白銀市白銀區宣布全區即日起實行「靜默3天」防控措施。[318]

## 7月30日
- 中紀委公布，國家集成電路基金公司總經理丁文武涉嫌嚴重違法，正接受審查調查。[319][320]
- 中國人民解放軍同日在南海、台海及東海海域進行多場軍事演習，包括實彈射擊。[324]
- 第36屆大眾電影百花獎頒獎典禮舉行。[325]

## 7月31日
- 當紅網絡短片《二舅》被指多處涉及造假和抄襲，原片被撤出Bilibili首頁，引起廣泛關注。[330]
- 0時許，長征五號B遙三運載火箭的末級殘骸重返大氣層，穿越大馬領空並墜入蘇祿海；事件引發爭議。[340]
- 青海海南藏族自治州一名兒童失足落水，多名親屬下水營救，造成至少6人溺亡、1人留醫。[341]